# Anthony McGill
Anthony McGill (Glasgow, 5 februari 1991) is een Schots professioneel snookerspeler. Hij werd prof in 2010 en wordt door verschillende collega's, zoals zijn vriend Alan McManus, beschouwd als een veelbelovend talent.
McGill plaatste zich in zijn eerste seizoen als prof direct voor een rankingtoernooi, namelijk de German Masters. In het seizoen 2013/14 plaatste hij zich voor de meeste rankingtoernooien en haalde hij de kwartfinale van de Indian Open. In het seizoen 2014/15 haalde hij opnieuw een kwartfinale, dit keer die van het UK Championship. Tevens plaatste McGill zich voor het eerst voor het wereldkampioenschap snooker. Hierop versloeg hij in de eerste ronde de als zestiende geplaatste Stephen Maguire en schakelde hij in de tweede ronde de verdedigend wereldkampioen Mark Selby uit. McGill werd in de derde ronde zelf met 13-8 uitgeschakeld door Shaun Murphy.
In 2016 won McGill zijn eerste rankingtitel door in de finale van de Indian Open Kyren Wilson met 5-2 te verslaan. Zijn tweede titel kwam in 2017 met de Snooker Shoot-Out.

## Belangrijkste resultaten

### Rankingtitels
| #  | Seizoen     | Toernooi          | Verliezend finalist | Score |
| -- | ----------- | ----------------- | ------------------- | ----- |
| 1. | 2016 / 2017 | Indian Open       | Kyren Wilson        | 5-2   |
| 2. | 2016 / 2017 | Snooker Shoot-Out | Xiao Guodong        | 1-0   |

### Wereldkampioenschap
Hoofdtoernooi (laatste 32 of beter):
| #  | Seizoen     | Editie  | Prestatie    | Extra                                |
| -- | ----------- | ------- | ------------ | ------------------------------------ |
| 1. | 2014 / 2015 | WK 2015 | Kwartfinale  | Verloor met 13-8 van Shaun Murphy    |
| 2. | 2015 / 2016 | WK 2016 | Laatste 16   | Verloor met 13-9 van Marco Fu        |
| 3. | 2016 / 2017 | WK 2017 | Laatste 32   | Verloor met 10-2 van Stephen Maguire |
| 4. | 2017 / 2018 | WK 2018 | Laatste 16   | Verloor met 13-4 van Ding Junhui     |
| 5. | 2018 / 2019 | WK 2019 | Laatste 32   | Verloor met 10-7 van Ding Junhui     |
| 6. | 2019 / 2020 | WK 2020 | Halve finale | Verloor met 17-16 van Kyren Wilson   |
| 7. | 2020 / 2021 | WK 2021 | Kwartfinale  | Verloor met 13-12 van Stuart Bingham |
| 8. | 2021 / 2022 | WK 2022 | Laatste 16   | Verloor met 13-11 van Judd Trump     |
| 9. | 2022 / 2023 | WK 2023 | Kwartfinale  | Verloor met 13-12 van Si Jiahui      |